# 皮埃尔沙泰勒
皮埃尔沙泰勒（法語：Pierre-Châtel，法語發音：[pjɛʁ ʃatɛl]）是法国伊泽尔省的一个市镇，位于该省中南部，属于格勒诺布尔区。

## 地理
皮埃尔沙泰勒（44°57'25"N, 5°46'34"E）面积11.48 平方千米，位于法国奥弗涅-罗讷-阿尔卑斯大区伊泽尔省，该省份为法国东南部内陆省份，北起顺时针与安省、萨瓦省、上阿尔卑斯省、德龙省、阿尔代什省、卢瓦尔省和罗讷省。
与皮埃尔沙泰勒接壤的市镇（或旧市镇、城区）包括：圣泰奥夫雷、叙斯维尔、维拉尔-圣克里斯托夫、拉莫特达韦朗、拉米尔、圣奥诺雷。

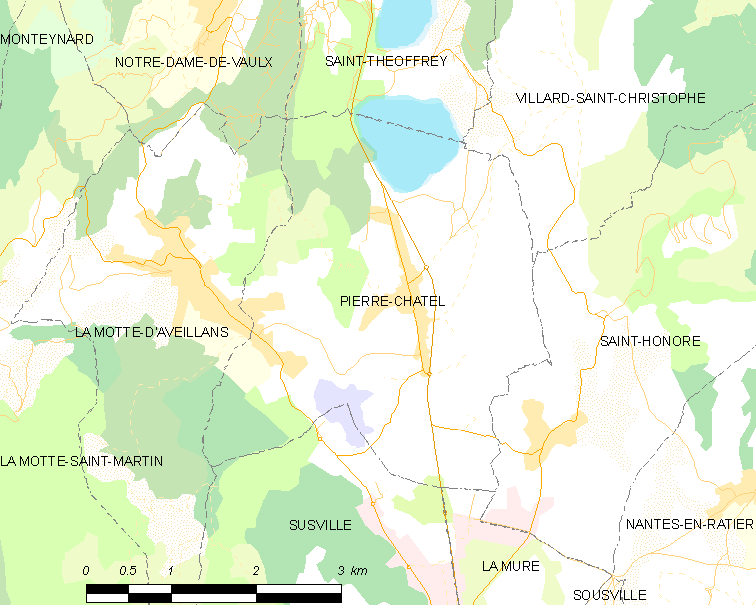
皮埃尔沙泰勒的OSM定位图

皮埃尔沙泰勒的时区为UTC+01:00、UTC+02:00（夏令时）。

## 行政
皮埃尔沙泰勒的邮政编码为38119，INSEE市镇编码为38304。

## 政治
皮埃尔沙泰勒所属的省级选区为马泰西讷-特列沃县。

## 人口

1962-2008年间皮埃尔沙泰勒人口变化图示

皮埃尔沙泰勒于2022年1月1日时的人口数量为1485人。